# Oceanapia perforata
Oceanapia perforata är en svampdjursart som först beskrevs av Sarà 1960.  Oceanapia perforata ingår i släktet Oceanapia och familjen Phloeodictyidae. Inga underarter finns listade i Catalogue of Life.